# Eurosport Player
Eurosport Player fue una plataforma de televisión por suscripción y de vídeo bajo demanda accesible únicamente a través de Internet. Era propiedad de Warner Bros. Discovery.

## Canales ofertados
- Eurosport 1
- Eurosport 2
- Eurosport News

## Compatibilidad de dispositivos
Los siguientes dispositivos eran compatibles con Eurosport Player y su hardware de visionado streaming:
- Dispositivos Apple (iPhone y iPad).
- Móviles y tabletas Android.
- Samsung Televisión inteligente.
- Videoconsola: disponible en PS4 y Xbox One.
- Google Chromecast
- tvOS: Apple TV
- Web: se podía acceder a Eurosport Player a través de su página web www.eurosportplayer.com.